# Pseudonapomyza grandiosa
Pseudonapomyza grandiosa este o specie de muște din genul Pseudonapomyza, familia Agromyzidae, descrisă de Spencer în anul 1961.
Este endemică în Madagascar. Conform Catalogue of Life specia Pseudonapomyza grandiosa nu are subspecii cunoscute.